# Olcay Çetinkaya
Olcay Çetinkaya (* 28. Oktober 1979 in Istanbul) ist ein türkischer Fußballtorhüter.

## Karriere
Çetinkaya startete mit dem Vereinsfußball in der Jugend des Amateurvereins Yeni Nazillispor und begann ab 1995 als Amateurspieler auch in der Profimannschaft zu spielen. 1997 wechselte er mit einem Profivertrag ausgestattet zu Dardanel Kepezspor. Hier spielte er lediglich eine Spielzeit und wurde anschließend an den Erstligisten Çanakkale Dardanelspor ausgeliehen. Obwohl er hier ausschließlich für die Reservemannschaft auflief, verpflichtete ihn Dardanelspor zum Saisonende. Endgültig zu Dardanelspor gewechselt spielte er phasenweise für die Reservemannschaft und auch als dritter Torhüter für die Profimannschaft. So absolvierte er in der Saison 1998/99 zwei Erstligaspiele. Nachdem der Verein zum Sommer 1999 in die 2. Lig abstieg, spielte Çetinkaya eine Saison für Dardanelspor. Die Saison 2000/01 verbrachte er dann als Leihspieler bei Zonguldakspor und Karabükspor. In der Spielzeit 2001/12 spielte er die Hinrunde zwar bei Dardanelspor, jedoch wurde er in der Rückrunde an Gebzespor ausgeliehen. Nach einer letzten Ausleihphase an Kartalspor, wechselte Çetinkaya im Sommer 2003 endgültig und heuerte bei Yıldırım Bosnaspor an. Anschließend spielte er für diverse Verein der unteren türkischen Profiligen.
Zum Sommer 2010 wechselt Çetinkaya zum Drittligisten Balıkesirspor. Hier blieb er lange Zeit nur zweiter Torhüter. Lediglich in der Saison 201/12 erkämpfte er sich für eine halbe Saison den Stammtorhüterposten, verlor ihn aber zur neuen Saison wieder. Nachdem man bei Balıkesirspor in den ersten zwei Spielzeiten den Aufstieg verpasst hatte, beendete man die Spielzeit 2012/13 als Meister der TFF 2. Lig und erreichte so den ersehnten Aufstieg in die TFF 1. Lig.

## Erfolge
Mit Balıkesirspor
- Meister der TFF 2. Lig: 2012/13
- Aufstieg in die TFF 1. Lig: 2012/13